# Championnat du Vietnam de football 2006
Navigation
Saison précédente Saison suivante
La saison 2006 du Championnat du Viêt Nam de football est la vingt-troisième édition du championnat de première division au Viêt Nam. Les treize meilleurs clubs du pays sont regroupés au sein d'une poule unique où ils s'affrontent deux fois, à domicile et à l'extérieur. En fin de saison, afin de permettre le passage du championnat de 13 à 14 équipes, le dernier du classement est relégué et remplacé par les deux meilleurs clubs de deuxième division tandis que le 12e affronte le 3e de D2 en barrage de promotion-relégation.
C'est le club de Gach Dong Tam Long An, tenant du titre, qui remporte à nouveau la compétition après avoir terminé en tête du classement final, avec un seul point d'avance sur le Binh Duong FC et quatre sur un trio composé du Binh Dinh FC, de Hoàng Anh Gia Lai et de Song Lam Nghe An. C'est le deuxième titre de champion du Viêt Nam de l'histoire du club, qui manque le doublé en s'inclinant face à Hòa Phát Hà Nội en finale de la Coupe du Viêt Nam.
Avant le démarrage de la saison, le club de Ngân Hàng Dông Thep Pomina se voit refuser l'accession en première division en raison d'une affaire de corruption lors de la saison précédente, en seconde division. À la suite de cette décision, le club fusionne avec Tien Giang, qui a également obtenu sa promotion parmi l'élite. La saison se déroule donc avec treize équipes au lieu de quatorze.

## Les clubs participants
| - ACB Hanoi - Gach Dong Tam Long An - Thép Việt Úc Hải Phòng - Đà Nẵng Club - Khatoco Khánh Hoà FC - Promu de D2 - Nam Dinh FC - Tien Giang - Promu de D2 | - Sông Lam Nghệ An - Binh Duong FC - Hòa Phát Hà Nội - Binh Dinh FC - Cang Sai Gon - Hoàng Anh Gia Lai |

## Compétition
Le barème utilisé pour établir les différents classement est le suivant :
- Victoire : 3 points
- Match nul : 1 point
- Défaite : 0 point

### Classement
| Rang | Équipe                 | Pts | J  | G  | N | P  | Bp | Bc | Diff |
| ---- | ---------------------- | --- | -- | -- | - | -- | -- | -- | ---- |
| 1    | Gach Dong Tam Long AnT | 40  | 24 | 12 | 4 | 8  | 38 | 32 | +6   |
| 2    | Binh Duong FC          | 39  | 24 | 11 | 6 | 7  | 33 | 25 | +8   |
| 3    | Binh Dinh FC           | 36  | 24 | 9  | 9 | 6  | 32 | 22 | +10  |
| 4    | Hoàng Anh Gia Lai      | 36  | 24 | 10 | 6 | 8  | 24 | 21 | +3   |
| 5    | Song Lam Nghe An       | 36  | 24 | 9  | 9 | 6  | 27 | 27 | 0    |
| 6    | Khatoco Khánh Hoà FCP  | 35  | 24 | 10 | 5 | 9  | 30 | 25 | +5   |
| 7    | Da Nang Club           | 34  | 24 | 9  | 7 | 8  | 32 | 27 | +5   |
| 8    | ACB Hanoi              | 33  | 24 | 9  | 6 | 9  | 28 | 31 | -3   |
| 9    | Nam Dinh FC            | 32  | 24 | 9  | 5 | 10 | 22 | 28 | -6   |
| 10   | Cang Sai Gon           | 29  | 24 | 7  | 8 | 9  | 35 | 38 | -3   |
| 11   | Hòa Phát Hà NộiC       | 27  | 24 | 7  | 6 | 11 | 30 | 41 | -11  |
| 12   | Thép Việt Úc Hải Phòng | 24  | 24 | 5  | 9 | 10 | 31 | 36 | -5   |
| 13   | Tien GiangP            | 23  | 24 | 5  | 8 | 11 | 17 | 26 | -9   |

|  | Qualification pour la Ligue des champions de l'AFC 2007                   |
|  | Qualification pour la Coupe de l'AFC 2007                                 |
|  | Participation au barrage de promotion-relégation                          |
|  | Relégation en deuxième division                                           |
|  | T : Tenant du titre C : Vainqueur de la Coupe du Viêt Nam P : Promu de D2 |

### Matchs

#### Barrage de promotion-relégation
| Équipe 1               | Résultat      | Équipe 2         |
| ---------------------- | ------------- | ---------------- |
| Thép Việt Úc Hải Phòng | 1 - 1 3-4 tab | (D2) Huda Hue FC |

## Bilan de la saison
| Championnat du Viêt Nam de football 2006                             |                                  |
| Champion                                                             | Gach Dong Tam Long An (2e titre) |
| Coupes et trophées                                                   |                                  |
| Vainqueur de la Coupe du Viêt Nam 2006                               | Hòa Phát Hà Nội                  |
| Qualifications continentales                                         |                                  |
| Ligue des champions de l'AFC 2007                                    | Gach Dong Tam Long An            |
| Coupe de l'AFC 2007                                                  | Hòa Phát Hà Nội                  |
| Promotions et relégations                                            |                                  |
| Promus en V-League                                                   | Dong Thap FC                     |
| Promus en V-League                                                   | Thanh Hoa FC                     |
| Promus en V-League                                                   | Huda Hue FC                      |
| Relégués en Championnat du Viêt Nam de football de deuxième division | Tien Giang                       |
| Relégués en Championnat du Viêt Nam de football de deuxième division | Thép Việt Úc Hải Phòng           |